# Консисторий
Консисторий или имперский совет (лат. consistorium) — в Древнем Риме и Византийской империи — административно-совещательный орган при императоре.
Совет возник при императоре Адриане как совещательный орган для обсуждения законов. При Диоклетиане и Константине I функции консистория были значительно расширены. Председателем консистория был квестор священного дворца (quaestor sacri palatii) — главный юрист империи, а членами (comites consistoriales) — магистр оффиций, префект претория столицы и магистры армии (magister militum), два чиновника, отвечавших за финансы (comes rerum privatarum — комит частных дел и comes sacrarum largitionum — комит священных щедрот), препозит священной опочивальни (praepositus sacri cubiculi). Кроме того, членами консистория была часть сенаторов. Консисторий занимался обсуждением вопросов, связанных с законодательством, принимал представителей провинций и мог выступать в качестве суда по обвинениям в государственной измене. В консистории был большой секретариат, состоявший из трибунов (tribunes) и нотариев (notaries), которых вместе часто называли референтами (referendarii). Часто к работе привлекались сенаторы, не являвшиеся членами консистория.
Константинопольский сенат первоначально имел два здания для проведения заседаний: на восточной стороне форума Августа, недалеко от имперского дворца и на северной стороне форума Константина, но со временем заседания сената стали проводиться в имперском дворце, в большом зале заседаний консистория. Поскольку многие сенаторы были членами консистория, сенат превратился в «расширенный консисторий». Заседания консистория были как «малые», то есть заседания самого имперского совета, так и «большие», совместно с сенатом.